# David Cid Colomer
David Cid Colomer   (Barcelona, 1980) és un polític i activista social català.
És llicenciat en Biologia per la Universitat Pompeu Fabra i Màster en Cooperació al Desenvolupament per la Universitat de Barcelona. Ha participat en diversos moviments socials, com la Plataforma Aturem la Guerra i Unitat contra el Racisme i el Feixisme, a més de ser afiliat a CCOO, Greenpeace i SOS Racisme. Ha estat també coordinador d'ICV Barcelona des de mitjans de juny de 2013. Anteriorment havia estat coordinador de Joves d'Esquerra Verda entre el 2004 i 2008, és des de llavors responsable d'Acció Política i Moviments Socials a ICV.
A les eleccions al Parlament de Catalunya de 2017 fou escollit com a diputat amb la llista de Catalunya en Comú-Podem.